# Stora Bjurum

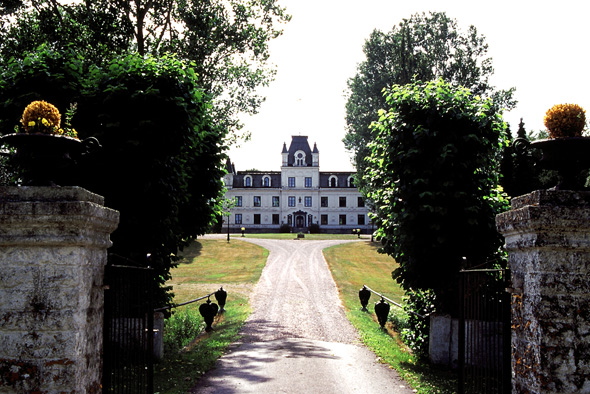
Stora Bjurum herrgård

Das schwedische Herrenhaus Stora Bjurum liegt etwa 11 Kilometer nördlich der Stadt Falköping.
Stora Bjurum, das sich auf das Mittelalter zurückführen lässt, ist heute eines der größten Güter in Skaraborg. Der mittelalterliche Herrenhof wurde Mitte des 18. Jahrhunderts durch einen Steinbau ersetzt, der 1870 nach Plänen des Architekten Helgo Zettervall im historistischen Stil umgebaut wurde. 
Einen Kilometer vom Herrenhof entfernt liegt am Südufer des Hornborgasjön die ursprünglich zum Gut gehörende Kirche aus dem 18. Jahrhundert. Bei der Kirche befindet sich auch die Vogelstation Trandansen, bei der jedes Jahr im April Tausende von Kranichen beobachtet werden können.
Koordinaten: 58° 15′ 46,4″ N, 13° 28′ 34,3″ O